# Bougainvillia muscoides
Bougainvillia muscoides is een hydroïdpoliep uit de familie Bougainvilliidae. De poliep komt uit het geslacht Bougainvillia. Bougainvillia muscoides werd in 1846 voor het eerst wetenschappelijk beschreven door Sars. 